# The Child of Destiny
Pour plus de détails, voir Fiche technique et Distribution.
The Child of Destiny est un film américain réalisé par William Nigh et sorti en 1916.

## Fiche technique
- Réalisation : William Nigh
- Scénario :  William Nigh, Harry O. Hoyt
- Production :  Columbia Pictures Corporation
- Photographie : A. A. Cadwell
- Durée : 50 minutes (5 bobines)
- Date de sortie: 
  - États-Unis : 24 juillet 1916

## Distribution
- Irene Fenwick : Alita
- Madame Ganna Walska : Constance
- Robert Elliott : Bob Stange
- Roy Applegate : Juge Gates
- Roy Clair : Weird Willie
- William Yearance : Professeur Jaeger
- Martin Faust : Oswald
- William B. Davidson : Calvin Baker
- R. A. Breese : Putnam
- Elizabeth Le Roy : Mrs. Putnam